# Minoritenkloster Liegnitz
Koordinaten: 51° 12′ 32,9″ N, 16° 9′ 31,2″ O
Das Minoritenkloster Liegnitz war ein Kloster des Minoritenordens (lateinisch Ordo fratrum minorum conventualium‚ Orden der konventualen Minderbrüder, Ordenskürzel OFMConv) in Liegnitz, im damaligen Herzogtum Liegnitz in Schlesien, seit 1945 Legnica in der Woiwodschaft Niederschlesien (Polen). Das Kloster wurde zwischen 1280 und 1284 von Ordensbrüdern des damals noch ungeteilten Franziskanerordens gegründet und gehörte zur Kustodie Goldberg der Sächsischen Franziskanerprovinz. 1523 wurde die Kustodie Goldberg aufgelöst und der Liegnitzer Konvent an die Böhmische Minoritenprovinz angeschlossen. Nach der Einführung der Reformation im Herzogtum Liegnitz (und damit auch in Liegnitz) nach 1522 trat der Liegnitzer Konvent zur lutherischen Lehre über. Im folgenden Jahrzehnt löste sich das Kloster langsam auf; 1541 standen die Klostergebäude bereits leer.
Vor den Mauern von Liegnitz gab es von 1475 bis 1524 ein zweites Franziskaner-(Observanten)-Kloster; siehe Franziskanerkloster Liegnitz.

## Lage
Das Kloster lag, laut Literatur, ursprünglich außerhalb der Stadtmauer. Es wurde dann wohl im 14. (oder 15. ?) Jahrhundert in den Mauerring mit einbezogen und lag nun im nordöstlichen Teil der Altstadt von Liegnitz. Die Klosterkirche war dem hl. Johannes Evangelist geweiht. Von den ursprünglichen Gebäuden hat sich wohl nichts erhalten. Sie wurden von 1714 bis 1720 durch barocke Neubauten des Jesuitenkollegiums ersetzt (Lage: ). Die heutige ehemalige Jesuitenkirche, nach dem Vorbild von St. Nikolaus auf der Prager Kleinseite erbaut, ist Johannes dem Täufer geweiht.

## Geschichte
Die genaue Gründungszeit des Konvents ist nicht bekannt; die Angaben in der Literatur differieren z. T. erheblich. Während Lucius Teichmann einen Baubeginn von 1294 ansetzt, der Gründer soll Herzog Heinrich V. gewesen sein, gibt Eduard Mühle die Entstehungszeit mit 1280 bis 1284 an. Als Gründer sieht er den Vater des Heinrich V., Herzog Boleslaw II. an. Nach Schmies und Rakemann wurde der Konvent 1284 erstmals urkundlich erwähnt. Nach dem Patron Johannes Evangelist wurde das Kloster auch Johanniskloster genannt.
Der Konvent gehörte von Anfang an zur Sächsischen Franziskanerprovinz, und innerhalb deren Verwaltungsstrukturen ebenfalls wohl von Anfang an zur Kustodie Goldberg. 1340 ist der Konvent im „Provinciale vetustissima“ dann definitiv unter der Kustodie Goldberg aufgeführt. Auch im Liber conformitatum von 1390 erscheint der Konvent unter den Konventen der Kustodie Goldberg. Kirchenrechtlich gehörte das Kloster zum Sprengel des Bistums Breslau.
Nach Lucius Teichmann soll der Bau des Klosters erst 1294 begonnen worden sein. Er lässt darin unausgesprochen die Möglichkeit offen, dass das Kloster bereits etwas früher gegründet worden sein könnte. Der Dehio folgt darin Teichmann und setzt den Baubeginn der ursprünglichen Klosterkirche mit 1294 an. 1341 soll dann der Chor neu errichtet (oder nur fertig gebaut?) worden sein.
Herzog Ludwig II. von Brieg machte 1403/04 eine Wallfahrt ins Heilige Land und wurde von den Sarazenen gefangen genommen und übel behandelt. Er wurde 1419 auch Herzog von Liegnitz.
1414 war Christoph Beler mit dem Interdikt belegt worden, aus welchen Gründen genau ist nicht überliefert. Da er sich nicht gebessert hatte, sollte die Exkommunikation nun von den Kanzeln der Kirchen verkündet werden. Auf die Bitte des Guardians und des Konventes der Franziskaner wurde ihm noch eine Frist von acht Tagen eingeräumt. Es ist aus dem Rest nicht ersichtlich, welche Beweggründe die Franziskaner hatten, sich für ihn einzusetzen.
1442 fand in Liegnitz ein Provinzialkapitel der Sächsischen Franziskanerprovinz statt. Das Kloster musste also geeignete Räume und auch entsprechende Geldmittel gehabt haben, um eine derart große Tagung ausrichten zu können.

### Besitz, Schenkungen und Stiftungen
1393 erhielt das Kloster einen Zins von drei Scheffel Roggen von Ditherich Ebentenwer und Kunne Doryngynne czu der ... kirchin gebewde vnd besserunge, vielleicht ein Hinweis auf damals laufende Baumaßnahmen.
1430 verkauften Guardian und Konvent des Klosters einen Teil des Klosterbereichs und der Hofreite an die Stadt Liegnitz.
1435 machten Herzog Ludwig II. und seine Frau Herzogin Elisabeth ihr Testament. Unter vielen anderen Bedachten ist auch das St. Johanniskloster, das alle quatuortempora (Quatembertage) eine Mark erhalten sollte.
1437 machte Jorge Gawin, Erbherr zum Kaldenwasser, eine Messstiftung für seine verstorbene Frau Anna Rechinberg. Für eine Mark jährlichen Zins sollten die Ordensbrüder alle Samstage in der Kapelle der Liebfrauenkirche eine Messe singen.
Am 15. Oktober 1475 schenkte Herzog Friedrich II. von Liegnitz dem Provinzvikar des Böhmischen Observantenvikariats Paulus von Mähren einen Bauplatz vor dem Glogauer Tor zum Bau eines neuen Klosters der Observanzbewegung der Franziskaner. Kurz zuvor, am 27. April 1474 hatte Papst Sixtus IV. die  Bulle „Dum singulos“ herausgegeben, in der er allen Laien verbot, die Franziskaner-Konventualen aus ihren Klöstern zu vertreiben um sie dann den Franziskaner-Observanten zu übergeben. Von diesem Jahr an bis 1524 gab es nun zwei Franziskanerklöster in bzw. vor der Stadt Liegnitz.
1479 stiftete die Witwe Elisabeth Bantsch vier Seelenmessen jährlich für die Familie Bantsch. Dazu legierte sie 11 Mark Kapital, das einen jährlichen Zins von einer Mark einbrachte an die Ordensbrüder im Johanniskloster.
1482 verpflichtete sich die Stadt Liegnitz, dass sie von den vier Mark jährlichen Zinses, den sie ihrem Bürger Nickel Jeskin schuldete, nach seinem Tod, eine Mark der Kirche zum Hl. Kreuz, eine Mark dem Johanniskloster, eine Mark dem Kloster der Franziskaner-Observanten und eine Mark an das Schülerhospital in Liegnitz geben wird.
Ein halbes Jahr vor ihrem Tod vermachte Barbara, die Witwe des Hieronymus Tschepan den Franziskanern im Johannis-Kloster die Teiche in Polnisch-Schildern (?) und einen jährlichen Zins in Höhe von zwei Mark.
1510 schenkte Margareta, Witwe des Joachim Rudil, durch ihren Vormund Bartil Schulcz ihren Fischhalter am Deichdamm dem Konvent der Franziskaner zu St. Johann.
1507 machte Herzog Friedrich II. noch eine Wallfahrt nach Jerusalem, wo er am Heiligen Grab vom Guardian des Franziskanerklosters auf dem Berg Zion zum Ritter des Heiligen Grabes geschlagen wurde.
1517 verfügte Herzog Friedrich II. von Liegnitz die Ausführung der testamentarischen Verfügung seiner verstorbenen Frau Elisabeth. Die Liegnitzer Minoriten und Dominikaner erhielten für das Lesen von wöchentlich 14 Messen in der Schlosskapelle zum hl. Laurentius jeweils 15 Mark jährlichen Zinses aus dem Biergeld und sonstigen herzoglichen Renten.

### Ein Versuch die beiden Franziskanerklöster zu vereinen
Ende des 15. Jahrhunderts scheint sich die Ordenszucht im Johanniskloster stark gelockert zu haben, wie man aus einer Klage des Kustos der Kustodie Goldberg über den Liegnitzer Konvent entnehmen kann. 1516 bat Herzog Friedrich II. von Liegnitz den Pfarrer von Schweidnitz, er möge doch beim Papst erwirken, dass den Franziskaner-Observanten das Kloster der Franziskaner-Konventualen in der Stadt übergeben werde. Papst Leo X. erließ am 14. Juli 1516 eine Bulle, in der er befahl, die drei außerhalb der Städte liegen Klöster der Franziskaner-Observanten in Liegnitz, Neisse und Oppeln wegen der von den Türken ausgehenden Kriegsgefahr nieder zu reißen und ihnen die Konvente der Franziskaner-Konventualen in den Städten zu übertragen. Anscheinend wurde die Bulle bzw. die Forderung des Papstes nicht umgesetzt, weder in Liegnitz noch den zwei anderen genannten Städten.

### Ordensteilung und Reorganisation der Sächsischen Franziskanerprovinz
Die zunehmenden Spannungen zwischen den Franziskaner-Observanten und den Franziskaner-Konventualen führte 1517 zur endgültigen Ordensteilung in zwei eigenständige Orden durch Papst Leo X.: die Franziskaner (OFM) oder (Franziskaner)-Observanten (ohne Besitz) und in die Minoriten oder (Franziskaner)-Konventualen (mit Besitz).
1518 wurde die Sächsische Franziskanerprovinz in zwei Provinzen unterteilt, nicht geographisch, sondern nach der Befolgung der milderen Martinianischen Konstitutionen (Saxonia S. Johannis Baptistae) oder der strengeren Observanz (Saxonia S. Crucis). Die Kustodie Goldberg und damit der Konvent in Liegnitz wurden der Saxonia S. Johannis Baptistae angeschlossen. Daraus ergibt sich, dass das Johanniskloster in Liegnitz lediglich nach den Martinianischen Konstitutionen reformiert war.
Bereits seit 1510 wurde die Frage der Umgliederung der beiden Kustodien Breslau und Goldberg in die Böhmische Provinz auf den verschiedenen Hierarchieebenen des Ordens diskutiert. Das Generalkapitel 1523 in Burgos fasste abschließend folgenden Beschluss: die Kustodie Breslau der Saxonia S. Johannis Baptistae wurde insgesamt an die Böhmische Provinz angeschlossen. Von der Kustodie Goldberg wurden jedoch nur die Konvente in Goldberg und Liegnitz in die Böhmische Provinz eingegliedert. Die Kustodie Goldberg wurde gleichzeitig aufgelöst. Die restlichen Konvente der Kustodie Goldberg (Bautzen, Crossen, Görlitz, Lauban, Liegnitz, Löwenberg, Sagan, Sorau und Zittau) wurden in der (neu geschaffenen) Kustodie Görlitz der Saxonia S. Joannis Baptistae zusammengefasst. Die betroffenen Konvente der Kustodien Breslau und Goldberg überlebten die Um- oder Neugliederung allerdings nur um wenige Jahre oder bestenfalls Jahrzehnte, bevor sie sich in der Reformationszeit auflösten oder aufgelöst wurden.

### Die Reformation in Liegnitz und das Ende des Klosters
Herzog Friedrich II. von Liegnitz war der Lehre Luthers sehr zugetan und ließ in Liegnitz bereits seit Pfingsten 1522 im Sinne Luthers predigen. In der Fastenzeit 1524 war die Laienkommunion in beiderlei Gestalt eingeführt worden. Auch in der Klosterkirche St. Johannes Evangelist der Franziskaner-Konventualen wurde bereits lutherisch gepredigt. Dagegen predigte Antonius von Breslau in der Dreifaltigkeitskirche der Franziskaner-Observanten heftig gegen die Lehre Luthers. Anscheinend hatten seine Predigten einige Wirkung, so dass sich Herzog Friedrich II. zu einem recht drastischen Schritt entschloss, der Reformation in Liegnitz zum Erfolg zu verhelfen. Während der Fronleichnamsoktave 1524 (26. Mai bis 2 Juni) wurden die Observanten aus ihrem Kloster vertrieben. Angeblich mussten sie das Kloster innerhalb einer Stunde verlassen und wurden in das Johanniskloster der Konventualen eskortiert. Eine vor ihrem Kloster aufgestellte Wache sollte eine Rückkehr verhindern. Im Johanniskloster sollten sie sich mit Konventualen zu einem Konvent vereinigen und die lutherische Lehre annehmen. Sie lehnten dies ab und verließen nach nur acht Tagen im Johanniskloster die Stadt. Wohin sie sich wandten, ist nicht bekannt.
Über die letzten Jahre des Johannisklosters in der Stadt fehlen die Nachrichten. Vermutlich verließen die Ordensbrüder das Kloster und/oder es fehlte an Nachwuchs. Auch die nachlassende Spendenfreudigkeit der Bevölkerung dürfte die wirtschaftliche Grundlage des Bettelordenskloster entscheidend verschlechtert haben. 1541 stand das Kloster verlassen da.

### Nachnutzung
Die Klosterkirche wurde ab 1629 als evangelische Pfarrkirche genutzt, danach war sie Schlosskirche. Mit dem Tod des Herzogs Georg Wilhelm I. 1675 erlosch das Geschlecht der Schlesischen Piasten im Mannesstamm, und das Herzogtum Liegnitz fiel als erledigtes Lehen an den böhmischen König. Die Schlosskirche bzw. die ehemalige Klosterkirche verfiel, besonders der hintere Teil der Kirche war baufällig. 1698 schenkte Kaiser Leopold I. in seiner Funktion als böhmischer König den Jesuiten, die seit 1688 in der Stadt tätig waren, und keinen geeigneten Wohnsitz hatten, das ehemalige Johanniskloster in der Stadt. Kirche und Konventsgebäude wurden 1714 bis 1720 durch barocke Neubauten ersetzt.

### Guardiane
Der Guardian war der Vorsteher (oder Oberer) des Klosters. Er wurde auf dem Provinzkapitel gewählt. Die Amtszeit betrug in der Regel drei Jahre, eine Wiederwahl war möglich. Allerdings konnten auch auf Zwischenkapiteln neue Guardiane gewählt oder bestätigt werden, die somit kürzere Amtszeiten hatten. Die geklammerten Zahlen in der Tabelle sind lediglich Nachweise, nicht der Zeitpunkt der Ernennung (oder Dauer der Amtszeit). Der Stellvertreter des Guardians war der Vikar. In kleineren Klöstern war der Präses (oder Praesidens) der Vorsteher (oder Obere). Er wurde vom Provinzial ernannt und fungierte besonders in den ersten Jahren einer Klosterneugründung als Klostervorsteher.
| Amtszeit | Guardian          | Sonstige Klosterämter und Anmerkungen                                |
| -------- | ----------------- | -------------------------------------------------------------------- |
| 1296     | Henricus de Brene | Arnoldus Custos Wratisl.                                             |
| 1393     | Peter Smyd        | Peter Kowdewicz (ohne Titel oder Amt)                                |
| um 1500  | Gregorius         | Gregorius Sartoris (ohne Titel oder Amt), Jeronymus Sartoris, Lektor |